# Морсовська сільська рада
Мо́рсовська сільська рада (рос. Морсовский сельский совет) — сільське поселення у складі Земетчинського району Пензенської області Росії.
Адміністративний центр — село Морсово.

## Історія
2004 року ліквідовано селище Васькин Бор Чорноярської сільради. 2006 року ліквідовано селище Вишеозерський Морсовської сільради. 2010 року ліквідована Чорноярська сільська рада (села Чорнопосельє, Чорнояр, селище Васькин Бор, Голубці), територія увійшла до складу Морсовської сільради. 2015 року ліквідовано присілок Михайловка.

## Населення
Населення — 627 осіб (2019; 863 в 2010, 1233 у 2002).

## Склад
До складу сільської ради входять:
| Населений пункт         | Населення, осіб (2002) | Населення, осіб (2010) |
| ----------------------- | ---------------------- | ---------------------- |
| Александровка, присілок | 1                      | 1                      |
| Васькин Бор, селище     | 1                      | -                      |
| Вишеозерський, селище   | 2                      | -                      |
| Голубці, селище         | 15                     | 3                      |
| Михайловка, присілок    | 12                     | 3                      |
| Морсово, село           | 650                    | 575                    |
| Нікольське, присілок    | 44                     | 12                     |
| Чорнопосельє, село      | 19                     | 1                      |
| Чорнояр, село           | 489                    | 268                    |